# 항라머리검독수리
항라머리검독수리(Greater spotted eagle, Clanga clanga)는 대형 맹금류의 하나이다. 일반적인 모든 수리류처럼 수리과에 속한다. 학명 clanga는 비명을 뜻하는 고대 그리스어 κλαγγή에서 비롯되었다.
몸 길이는 59~71센티미터, 날개 길이는 151~179센티미터에 이른다. 일반적인 체질량은 1.6~2.5kg이며 대형 암컷의 몸무게는 3.2kg에 이르기도 한다.

## 갤러리

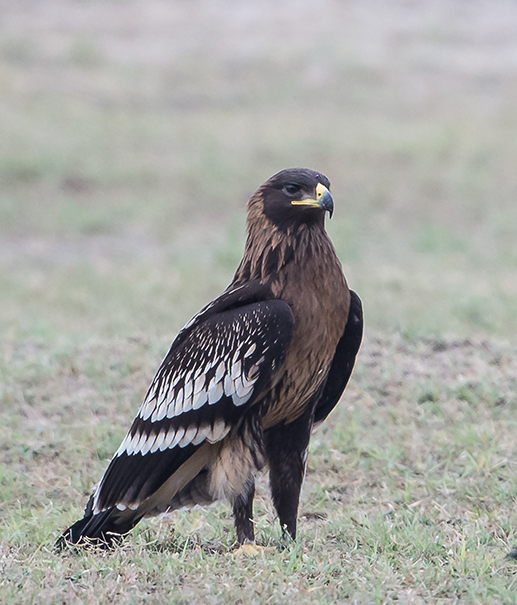
항라머리검독수리 어린새
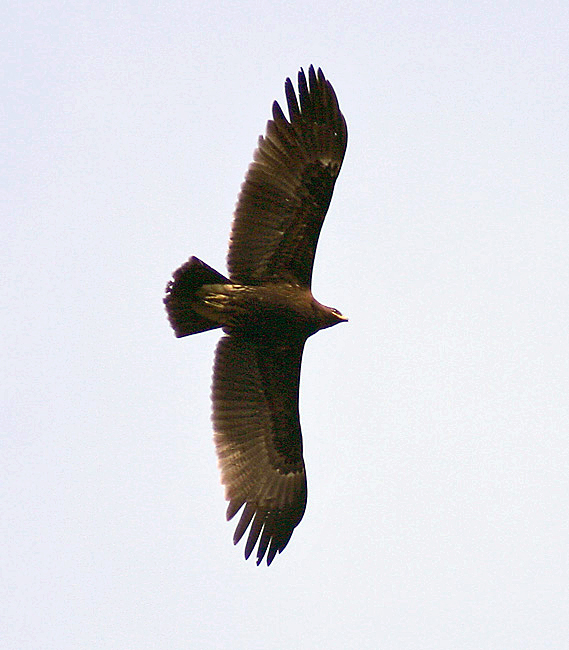
인도에서의 성체의 아랫부분
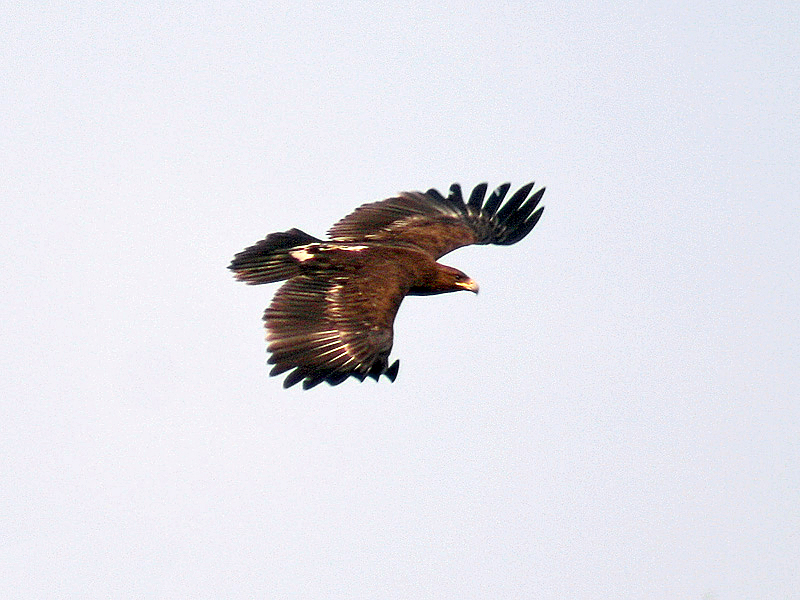
인도에서의 성체의 윗부분
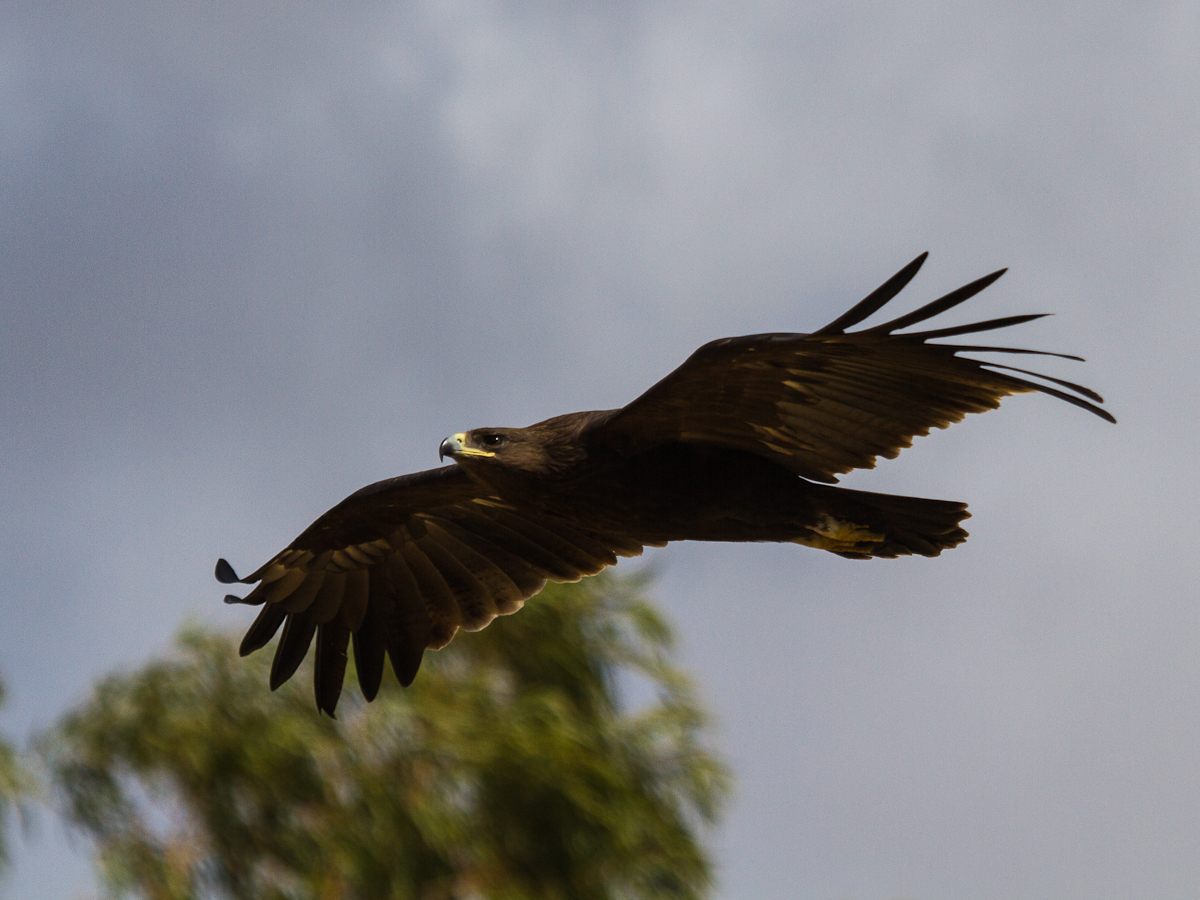
비행 중인 모습 (이스라엘에서 겨울을 나고 있다)